# GP Racing (журнал)
GP Racing ранее F1 racing — британский журнал, посвящённый автомобильным гонкам, в частности автогонкам в классе Формула-1. Первый выпуск журнала был отправлен в печать в 1996 году. На данный момент GP Racing является самым популярным журналом посвящённым автоспорту. GP Racing доступен более чем на 20 языках в 100 странах мира.

## Авторы статей
Основной особенностью журнала является то, что статьи в нём публикуют люди, чьи имена широко известны в автоспортивной среде. Колонки в F1 racing ведут известные журналисты и комментаторы — Марри Уокер, Питер Уиндзор, Алан Хенри и другие, боссы гоночных команд, например, Эдди Джордан, бывшие гонщики — Дэвид Култхард, Мартин Брандл и другие. Свою колонку некоторое время вёл и Макс Мосли.

## Премии журнала
По окончании гоночного сезона журнал подводит его итоги, вручая награды наиболее выдающимся людям в мировом автоспорте. Главной премией журнала является «Человек года», результаты которой определяются читательским голосованием. Также проводятся конкурсы на лучшую фотографию (выбирается двадцать лучших), вручаются премии, результат которых определяют специалисты. Так, например результат премии F1 racing awards в 2009 году определялся «триумвиратом» комментаторов телеканала BBC — Дэвидом Култхардом, Мартином Брандлом, Марри Уокером.

## F1 racing в России
Российская версия журнала F1 Racing издавалась с 2004 по 2006 год. Помимо статей, переведённых с английского языка, в нём публиковались статьи известных российских журналистов — Александра Кабановского, Андрея Лося. С 1 января 2007 года выпуск журнала в России был приостановлен в связи с недостатком финансирования.